# Loxophlebia semiaurantia
Loxophlebia semiaurantia är en fjärilsart som beskrevs av Rothschild 1931. Loxophlebia semiaurantia ingår i släktet Loxophlebia och familjen björnspinnare. Inga underarter finns listade i Catalogue of Life.